# Sancy-Artense Communauté
La communauté de communes Sancy-Artense Communauté est une ancienne communauté de communes française, située dans le département du Puy-de-Dôme en région Auvergne-Rhône-Alpes.

## Historique
La coopération intercommunale dans la communauté de communes a commencé en 1982 avec la création d'une association touristique entre Tauves et La Tour-d'Auvergne, afin de « relancer l'activité économique du secteur […] en s'appuyant sur le tourisme », sur onze communes.
À partir de ces onze communes, le syndicat intercommunal à vocation multiple (SIVOM) Sancy-Artense a été créé en 1986, en améliorant les équipements touristiques ou en rénovant les commerces. Il est dissous en 2000.
L'office de tourisme communautaire a été créé en 1992. La loi no 92-125 du 6 février 1992 relative à l'administration territoriale de la République ayant créé une nouvelle forme de coopération intercommunale, la communauté de communes, celle de Sancy-Artense a été créée en 1993, par arrêté préfectoral du 23 décembre, afin de lutter contre la décroissance démographique par « un développement équilibré et la valorisation des ressources locales ».
Larodde rejoint la communauté de communes en 1999, Saint-Julien-Puy-Lavèze en 2000, Saint-Genès-Champespe à la fin de l'année 2005, Trémouille-Saint-Loup en 2010 et Labessette en 2013.
Le projet de schéma départemental de coopération intercommunale (SDCI) du Puy-de-Dôme, dévoilé en octobre 2015, proposait la fusion avec la communauté de communes de Rochefort-Montagne. Cette nouvelle intercommunalité comptera 26 communes, toutes situées en zone de montagne, pour une population de plus de 12 000 habitants. Cette fusion devrait être réalisée en 2017. Toutefois, Saint-Genès-Champespe rejoindra la communauté de communes du Massif du Sancy, pour une question de desserte routière (la route départementale 30) et d'attraction commerciale dans la communauté de communes voisine.
Le périmètre proposé n'est pas modifié à la suite de l'adoption du SDCI en mars 2016. La nouvelle structure intercommunale prend le nom de « Dômes Sancy Artense ».

## Territoire communautaire

### Géographie
La communauté de communes Sancy-Artense est située au sud-ouest du département du Puy-de-Dôme, à la frontière avec les départements du Cantal et de la Corrèze, entre le massif du Sancy, l'Artense et la haute vallée de la Dordogne.

### Composition
La communauté de communes est composée des treize communes suivantes :
| Nom                        | Code Insee | Gentilé        | Superficie (km2) | Population (dernière pop. légale) | Densité (hab./km2) |
| -------------------------- | ---------- | -------------- | ---------------- | --------------------------------- | ------------------ |
| La Tour-d'Auvergne (siège) | 63192      | Tourais        | 48,29            | 653 (2013)                        | 14                 |
| Avèze                      | 63024      |                | 22,07            | 184 (2014)                        | 8,3                |
| Bagnols                    | 63028      | Bagnolais      | 42,46            | 457 (2014)                        | 11                 |
| Cros                       | 63129      |                | 19,62            | 175 (2014)                        | 8,9                |
| Labessette                 | 63183      | Bessardoux     | 10,45            | 61 (2014)                         | 5,8                |
| Larodde                    | 63190      |                | 23,04            | 267 (2014)                        | 12                 |
| Saint-Donat                | 63336      | Donatois       | 33,27            | 239 (2014)                        | 7,2                |
| Saint-Genès-Champespe      | 63346      | Champespois    | 32,33            | 226 (2014)                        | 7                  |
| Saint-Julien-Puy-Lavèze    | 63370      |                | 29,09            | 369 (2014)                        | 13                 |
| Saint-Sauves-d'Auvergne    | 63397      | Saint-Sauviens | 49,86            | 1 119 (2014)                      | 22                 |
| Singles                    | 63421      | Singlois       | 20,43            | 167 (2014)                        | 8,2                |
| Tauves                     | 63426      | Tauvois        | 33,95            | 790 (2014)                        | 23                 |
| Trémouille-Saint-Loup      | 63437      |                | 12,23            | 134 (2014)                        | 11                 |

### Démographie
| 1968  | 1975  | 1982  | 1990  | 1999  | 2008  | 2013  |
| ----- | ----- | ----- | ----- | ----- | ----- | ----- |
| 8 172 | 7 262 | 6 791 | 5 882 | 5 279 | 4 964 | 4 880 |

## Politique et administration

### Siège
Le siège de la communauté de communes est situé à La Tour-d'Auvergne.

### Les élus
La communauté de communes est gérée par un conseil communautaire composé de 27 membres représentant chacune des communes membres.
Ils sont répartis comme suit, :
- trois délégués pour la commune de Saint-Sauves-d'Auvergne ;
- deux délégués pour les autres communes.

### Présidence
En 2014, le conseil communautaire a élu François Marion, maire de Saint-Donat, et désigné ses deux vice-présidents qui sont :
1. Jean-Louis Gatignol, maire de Cros ;
2. Christophe Serre, maire de Tauves.

### Compétences
L'intercommunalité exerce des compétences qui lui sont déléguées par les communes membres.
Présidée par François Marion, Sancy-Artense Communauté est chargée du développement économique local, de l'aménagement de l'espace, de l'environnement, de l'action sociale d'intérêt communautaire, de la politique du logement et du cadre de vie, de la création et de l'aménagement de la voirie forestière ainsi que de la création et du fonctionnement d'équipements culturels et sportifs.

### Régime fiscal et budget
La communauté de communes applique la fiscalité professionnelle unique.
Pour l'année 2015, les taux des taxes d'imposition sont les suivants : taxe d'habitation 8,94 %, foncier bâti 0 %, foncier non bâti 2,66 %, cotisation foncière des entreprises 23,91 %.

### Site officiel
1. 1 2 3  « Historique » (consulté le 17 décembre 2015).
2. 1 2 3 4  « Les communes » (consulté le 17 décembre 2015).
3. ↑  Page d'accueil de la communauté de communes.
4. ↑  « La Communauté » (consulté le 17 décembre 2015).
5. 1 2  « Le Conseil de communauté » (consulté le 17 décembre 2015).

### Autres sources
1. 1 2 3  « Projet de schéma départemental de coopération intercommunale (SDCI) – Département du Puy-de-Dôme » [PDF], Préfecture du Puy-de-Dôme, octobre 2015 (consulté le 9 juillet 2016).
2. ↑  « Schéma départemental de coopération intercommunale (SDCI) – Département du Puy-de-Dôme » [PDF], Préfecture du Puy-de-Dôme, 30 mars 2016 (consulté le 9 juillet 2016).
3. ↑  Direction des collectivités territoriales et de l'environnement – Bureau du contrôle et de la légalité – Intercommunalité, « Arrêté no 16-02733 du 1er décembre 2016 prononçant la fusion des communautés de communes de Rochefort-Montagne et Sancy Artense Communauté » [PDF], Recueil des actes administratifs no 63-2016-058, Préfecture du Puy-de-Dôme, 2 décembre 2016 (consulté le 2 décembre 2016), p. 73-82.
4. ↑  « Séries historiques des résultats du recensement - EPCI de La CC Sancy Artense Communauté (246300677) », Insee (consulté le 9 juillet 2016).
5. ↑  Direction des collectivités territoriales et de l'environnement - Bureau du contrôle et de la légalité - Intercommunalité, « ARRÊTÉ no 13/01847 du 20 septembre 2013 constatant le nombre total de sièges que comptera l'organe délibérant de la communauté de communes « Sancy Artense Communauté » ainsi que celui attribué à chaque commune membre lors du prochain renouvellement général des conseils municipaux » [PDF], Recueil des actes administratifs 2013-69, Préfecture du Puy-de-Dôme, 1er octobre 2013 (consulté le 22 mars 2016), p. 3569-3571 (6-8 sur le PDF).

### Sources
- « CC Sancy Artense Communauté » dans la base nationale sur l'intercommunalité